# NGRTD
NGRTD (noto anche come Négritude) è il quarto album in studio del rapper francese Youssoupha, pubblicato il 18 maggio 2015 da Bomayé Music.

## Tracce
1. "Où est l'amour?" (3:11)
2. "Salaam" (4:37)
3. "Points communs" (feat. Alonzo, Disiz, Lino, Médine or Sam's) (4:39)
4. "Maman m'a dit" (3:38)
5. "Memento" (feat. Les Casseurs Flowters) (3:38)
6. "Love Musik" (feat. Ayọ) (3:23)
7. "À cause de moi " (feat. Humphrey) (3:19)
8. "Chanson française" (3:00)
9. "Entourage" (5:00)
10. "Le score" (feat. Nemir) (3:41)
11. "Niquer ma vie" (4:29)
12. "Mannschaft" (4:53)
13. "Black Out" (3:39)
14. "Smile" (feat. Madame Monsieur) (3:41)
15. "Négritude" (4:27)
16. "Mourir mille fois" (5:01)
17. "Public Enemy" (3:57)

## Classifiche
| Classifica (2015) | Posizione massima |
| ----------------- | ----------------- |
| Belgio (Fiandre)  | 82                |
| Belgio (Vallonia) | 6                 |
| Francia           | 4                 |
| Svizzera          | 12                |